# Крамаров, Александр Алексеевич
Александр Алексеевич Крамаров (родился 1 января 1946 года)— советский и немецкий скрипач.

## Биография
Александр Крамаров родился 1 января 1946 года во Львове.
Учиться скрипке начал у львовского педагога Дмитрия Леккера. В 1962 - 1965 учился в Мерзляковском училище у Майи Глезаровой.
В 1965 году поступил в Московскую государственную консерваторию в класс Леонида Когана. После окончания консерватории (1970) некоторое время работал ассистентом Л.Когана.
В 1973 г. был удостоен первой премии на Международном конкурсе скрипачей имени Паганини. Работал в Минске, был первым концертмейстером Минского камерного оркестра, преподавал в Минской консерватории.
В 1990-х годах эмигрировал в Европу.
С 1995 г. играет в трио «ALKAN». Преподавал в высшей музыкальной школе г. Энсхеде, в Академии музыки им. Яначека в Брно.
С 1996 г. в Детмольдской Высшей школы музыки, где в 1997 получил звание и должность профессора.
В настоящее время является профессором высшей школы музыки им. Роберта Шумана в Дюссельдорфе.